# Магомадов, Тарам Амхатович
Тара́м Амха́тович Магома́дов (1958 год) — советский борец вольного стиля, чемпион СССР 1983 и 1985 годов, чемпион РСФСР 1979,1980,1983 годов, чемпион Европы 1984 года, победитель VIII летней Спартакиады народов СССР 1983 года, серебряный призёр чемпионата мира 1983 года, победитель турнира социалистических стран «Дружба-84», Заслуженный мастер спорта СССР (1984).

## Биография
В 1986 году оставил большой спорт.
Выпускник Московской сельскохозяйственной академии им. К. А. Тимирязева. Защитил кандидатскую, а в 2007 году — докторскую диссертации. Работал на кафедре овцеводства Тимирязевской академии. Написал десятки научных трудов. Работает генеральным директором крупного предприятия.

## Спортивные результаты
- Чемпионат СССР по вольной борьбе 1983 года — ;
- Чемпионат СССР по вольной борьбе 1984 года — ;
- Чемпионат СССР по вольной борьбе 1985 года — ;
- Чемпионат СССР по вольной борьбе 1986 года — ;